# ГКПП Крушари – Добромир
Граничният контролно-пропускателен пункт Крушари – Добромир е контролно-пропускателен пункт на границата между село Крушари в България и село Добромир в Румъния. Открит е на 17 декември 2018 г., като по този начин става 12-ият граничен контролно-пропусквателен пункт на границата между България и Румъния.
Работно време на двата гранични пункта от 08:00 до 20:00 часа. Има ограничение за международен превоз на хора и стоки до лимита на общо тегло 3,5 тона. Прилага се т.нар. съвместен контрол на общите граници с едно спиране на превозните средства. През този пункт не е разрешено транспортиране на опасни товари, живи животни и продукти, определени за фито-санитарен контрол.
Откриването му е в изпълнение на подписаното през 2012 г. междуправителствено споразумение с Румъния за откриване на два нови ГКПП между двете държави в точките Кайнарджа – Липница и Крушари – Добромир. Решението за откриване му е взето от Министерския съвет на 22 ноември 2018 г.
На 30 юни 2025 г. се очаква всички гранични пунктове с Румъния да бъдат закрити.